# Jardim Zoológico de Copenhague
O Jardim Zoológico de Copenhague(pt-BR) ou Jardim Zoológico de Copenhaga(pt-PT?) é um jardim zoológico situado na cidade de Copenhague (Dinamarca), e um dos mais antigos da Europa. Foi fundado pelo ornitólogo Niels Kjærbølling em 1859. O zoológico compreende uma área de 11 hectares situada no município de Frederiksberg. Com 1,161,388 visitantes em 2008, ele é considerado o zoológico mais visitado no mundo e a quarta atração mais visitada na Dinamarca. Em 2005, o governo da Tasmânia presenteou o zoológico, com quatro diabos-da-tasmânia, sendo então o único lugar fora da Austrália a possuir essa espécie em cativeiro.